# Марини, Валерия

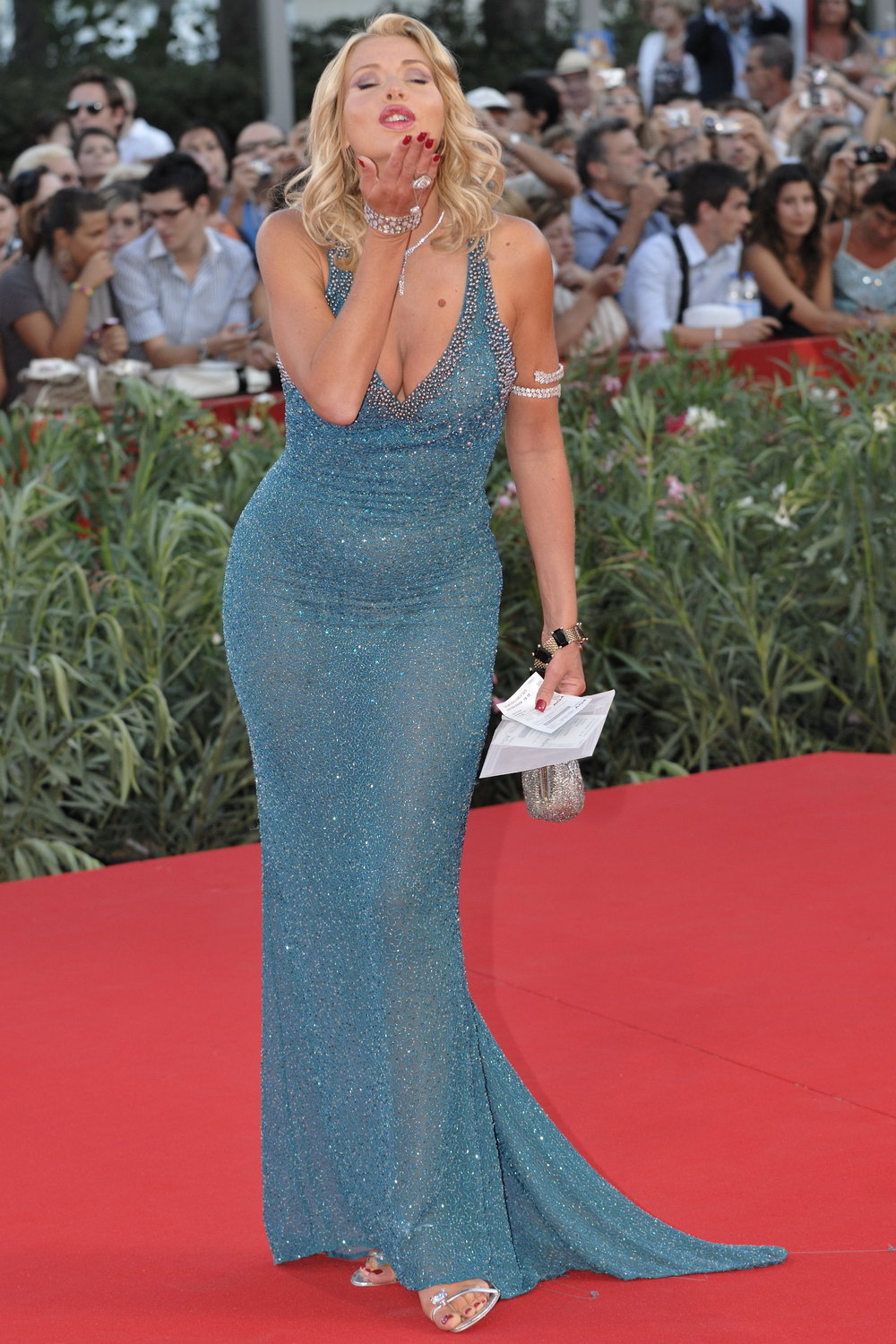
Валерия Марини

Валерия Вирджиния Лаура Марини (итал. Valeria Marini; 14 мая 1967, Рим) — итальянская актриса

 театра, кино и телевидения, певица

, фотомодель, телеведущая, дизайнер, предприниматель.

## Биография
Творческую карьеру начала с небольшой роли в фильме «Cronaca nera» в 1987 году. Успеха добилась в начале 1990-х, благодаря участию в качестве примадонны в выступлениях эстрадного коллектива «Bagaglino», оставаясь там на несколько сезонов и возвращаясь в последующие годы, после своего успеха в качестве актрисы в театральных постановках, кино и на телевидении.
За свою карьеру работала в качестве ведущей нескольких телевизионных программ, в том числе Scherzi a parte , Domenica in и I Recommended. Со второй половины 2000-х принимала участие в качестве участника различных реалити-шоу: The Island of the Famous, Big Brother VIP (трижды), Circus, Temptation Island VIP и для испанского TV Supervivientes.
В 1992 году была приглашена в телешоу «Luna di miele». Стала известна на телевидении в 1997 году. Была приглашена в качестве ведущей музыкального фестиваля в Сан-Ремо.
Считающаяся секс-символом 1990-х и 2000-х годов, создала несколько календарей, а также сделала себе имя в мужских журналах и светской хронике.
Снялась в 25 фильмах, нескольких клипах, занимается дублированием и озвучиванием фильмов, а в 2000-х годах начала карьеру дизайнера и модельера одежды.

## Избранная фильмография
- 1993: Загоревшие 2: Год спустя — Беа
- 1996: Ализея и прекрасный принц (ТВ-фильм) — Фонтейн Спирит
- 1996: Бамбола — Бамбола
- 2001: Бунюэль и стол царя Соломона — Анна Мария де Сайас
- 2004: В этом мире воров — Моника Пудду / Мария Росси
- 2010: Где-то — Камео
- 2014: Золотой мальчик — подружка Дэвида

## Дискография

### Синглы
- 2010 — Volare (с DJ Roberto Onofri)
- 2019 — Me gusta
- 2020 — Boom
- 2020 — Il mio Natale è una bomba (с Набуком и Келли Джойс)
- 2022 — Baci stellari

### Видеоклипы
- It’s Ok dei MiOdio (2008)
- Seduzione di donna (2010)
- Amare amare amare (2014)
- Me gusta (2019)
- Boom (2020)
- Il mio Natale è una bomba (2020)
- Baci stellari (2022)